# Camo
This article is about the comune. Camo is also a common term for camouflage or more directly Military camouflage.
Camo là một đô thị tại tỉnh Cuneo trong vùng Piedmont của Italia, vị trí cách khoảng 60 km về phía đông nam của Torino và khoảng 60 km về phía đông bắc của Cuneo. Tại thời điểm ngày 31 tháng 12 năm 2004, đô thị này có dân số 215 người và diện tích 3,6 km².
Camo giáp các đô thị: Cossano Belbo, Mango, Santo Stefano Belbo.